# Giuseppe Antonio Dal Maso
Giuseppe Antonio Dal Maso (Malo, 22 luglio 1933) è un politico italiano.